# Carl Hettler
Carl Hettler (geb. in Breslau) war ein deutscher Bildhauer und Wachsbossierer.

## Leben und Werk
Carl Hettler war zunächst in Breslau tätig, später in Berlin. Er scheint sich vom Handwerker zum Bildhauer emporgearbeitet zu haben. 1818 wird er im Katalog der Berliner Akademieausstellung als Gürtlermeister, Bronzeur und Ziseleur bezeichnet.  1822 stellt er in Breslau ein Wachsbild aus; Köpfe und Porträts in Wachs und Gips auch auf den  Berliner Akademieausstellung 1839, im Katalog dieser Ausstellung wird er als beinahe erblindet angegeben. 
Hettler porträtierte außer König Friedrich Wilhelm IV. von Preußen und sonstigen Aristokraten, bei denen er gefragt war, u. a. den Pädagogen Johannes Daniel Falk. Letztere entstandene Büste von 1826 ist insofern bedeutsam, weil diese für das Johannes-Falk-Denkmal in Weimar und für das Relief für das Falksche Institut als Vorlage diente. Das war möglich, weil 1874 von einem Herrn C. Falck diese Büste als Geschenk an das Großherzogliche Museum nach Weimar kam. Er porträtierte auch den Philosophen Friedrich Hegel. Viel arbeitete Hettler mit Reliefs in Wachsbossierung. und war Spezialist für Wachsilhuetten. Eine Gipsbüste des Kapellmeisters und Komponisten Louis Spohr in Kassel wurde lobend erwähnt beziehungsweise beworben.